# Pierre Émile Levasseur
Pour les articles homonymes, voir Levasseur.
Pierre Émile Levasseur, né le 8 décembre 1828 à Paris, ville où il est mort le 10 juillet 1911, est un historien, économiste, statisticien et géographe français, administrateur du Collège de France de 1903 à sa mort.

## Biographie

### Jeunesse et études
Il est le fils de Pierre Antoine Levasseur, fabricant de bijoux parisien.
Il fait ses études secondaires au collège de Bourbon (actuel lycée Condorcet). Il est reçu à l'École normale supérieure en 1849, dans la même promotion qu'Hippolyte Taine, Lucien-Anatole Prévost-Paradol et Émile Joseph Belot. Il se spécialise en histoire économique. Il est reçu premier à l'agrégation de lettres en 1854 et soutient la même année sa thèse de doctorat sur le système de Law. 

### Parcours professionnel
D'abord nommé au lycée d'Alençon, il devient professeur de rhétorique à Besançon en 1857. Il retourne ensuite à Paris où il enseigne au lycée Saint-Louis. 

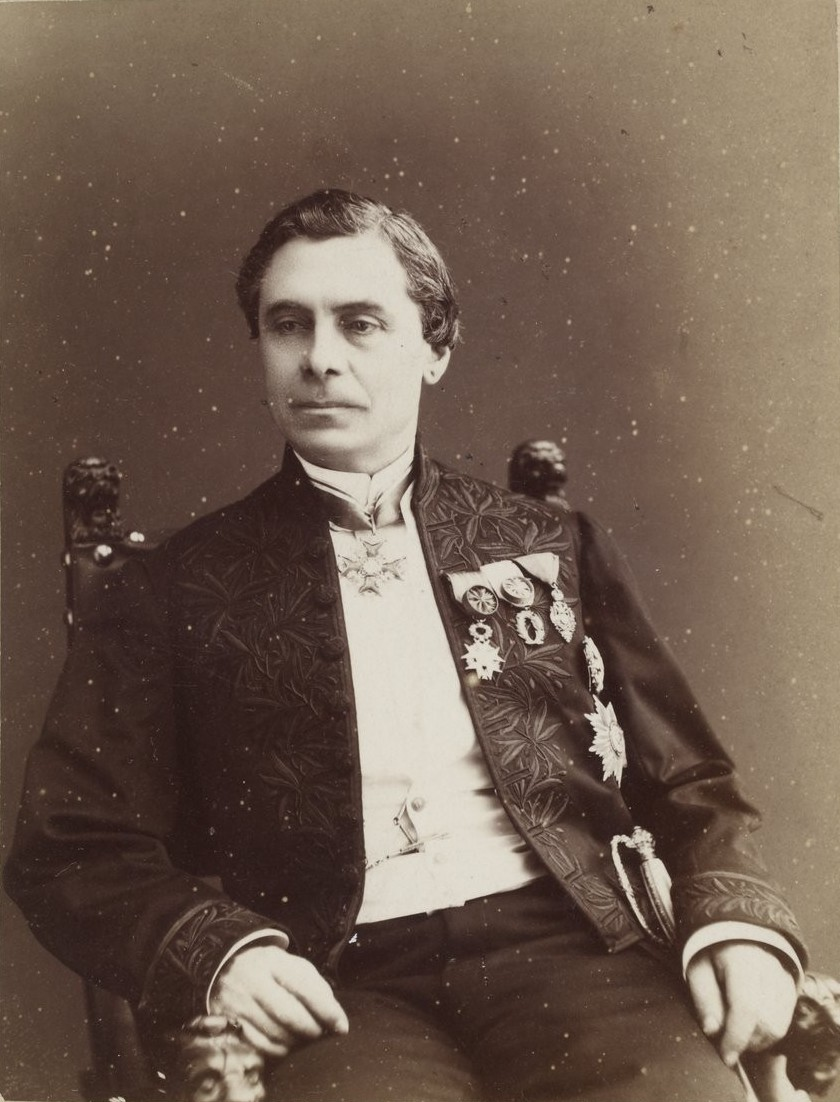
Pierre Émile Levasseur en 1882 par Eugène Pirou

En 1868, il est élu membre de l'Académie des sciences morales et politiques. Il collabore à La Revue contemporaine et au Journal des économistes. 
En 1871, il succède à Henri Baudrillart au Collège de France, où il occupe la chaire d'histoire des doctrines économiques, puis de géographie, histoire et statistiques économiques. Il est ensuite professeur au Conservatoire national des arts et métiers. 
Ami d'Émile Boutmy alors que celui-ci réfléchit à créer Sciences Po, Levasseur reçoit de ce dernier une lettre concluant : « Unissez-vous à moi dans une œuvre qui peut concourir largement au salut du pays. Fondons ensemble, offrons à nos concitoyens, ouvrons aux étrangers une école libre où s'achève l'instruction libérale des classes moyennes ». Une fois l'École libre des sciences politiques créée par Boutmy, Levasseur est recruté dès l'année de sa fondation pour enseigner la géographie économique d'une part, et les statistiques d'autre part. 
Il écrit de nombreux ouvrages avec quelques incursions dans le domaine de la géographie économique.
Membre du Conseil de l'éducation nationale et président honoraire de la Société de géographie, il est l'un des artisans de la réforme de l’enseignement de la géographie dans le primaire et le secondaire en 1872, mais ne participe pas au grand mouvement de développement de la géographie universitaire en France des années 1880. Pourtant, Levasseur ne se réduit pas à cette dimension programmatique. Ses idées géographiques sont originales et même « possibilistes » avant la lettre. Selon ses théories, l'homme est l'artisan de son propre destin. La nature n'est qu'un instrument que l'humanité, dotée d'un outil aussi puissant que la science, peut dominer en vue du maintien des « harmonies économiques ».
Dans le domaine de l'économie politique, ses études historiques sur le travail et la classe ouvrière ainsi que sur la population française conservent toujours de l'intérêt aujourd'hui. Il fut aussi l'un des principaux adversaires de Léon Walras et de l'École de Lausanne.
Il est l'auteur en 1876 du premier atlas thématique qui ait été publié en France.
Il s'est marié avec Nathalie Wolowska, cousine de l'économiste Louis Wolowski. Leur fille Fanny avait épousé Léonce Girardot.
Il meurt en son domicile au Collège de France le 10 juillet 1911 dans le 5e arrondissement de Paris, et, est inhumé au Cimetière du Montparnasse (17e division).

## Ouvrages
- Recherches historiques sur le Système de Law, thèse de doctorat, Paris, Guillaumin, 1854
- La Question de l’or, 1858
- Histoire des classes ouvrières en France depuis la conquête de Jules-César jusqu'à la Révolution, 1859
- La France industrielle en 1789, 1865
- Histoire des classes ouvrières en France depuis la Révolution jusqu'à nos jours, 1867
- L'Étude et l'enseignement de la géographie, 1871
- Rapport sur le Commerce et le Tonnage Relatifs au Canal Interocéanique, 1879
- Petite Géographie pour le Territoire de Belfort, 1879
- Résumé historique de l'enseignement de l'économie politique et de la statistique en France, 1883
- Les Alpes et les grandes ascensions, 1888
- La population française. Histoire de la population avant 1789 et démographie de la France au XIXe siècle. Précédée d’une introduction sur la statistique, Tome I, Arthur Rousseau, Paris, 1889. 47+468 pp. + cartes ; La population française. Histoire de la population avant 1789 et démographie de la France comparée à celle des autres nations au XIXe siècle. Précédée d’une introduction sur la statistique, Tome II, Arthur Rousseau, Paris, 1891, 533 pp.
- Grand Atlas de géographie physique et politique, 1890-1894
- Les Prix : aperçu de l'histoire économique de la valeur et du revenu de la terre en France, 1893
- L'Agriculture aux États-Unis, 1894
- Questions industrielles et ouvrières sous la IIIe République, 1895
- L'Enseignement primaire dans les pays civilisés, 1897
- De la méthode dans les sciences économiques, 1898
- L'Ouvrier américain, 1898
- Questions ouvrières et industrielles sous la troisième République, 1907
- L'Enseignement primaire dans les pays civilisés, 1903
- La question des logements à bon marché : conférence faite à la société industrielle dans sa séance solennelle du dimanche 24 janvier 1904. Texte en ligne disponible sur LillOnum
- Histoire du Commerce de la France, 1911

## Distinctions
- Officier de l'Instruction publique
- Grand officier de la Légion d'honneur (décret du 21 juillet 1909)